# Neumühle (Presseck)
Neumühle ist ein Gemeindeteil des Marktes Presseck im Landkreis Kulmbach (Oberfranken, Bayern). Neumühle liegt in der Gemarkung Wildenstein.

## Geografie
Die Einöde liegt an der Unteren Steinach. Eine Gemeindeverbindungsstraße führt nach Wildenstein (0,6 km nordwestlich) bzw. nach Triebenreuth (1 km südwestlich). Ein Rundwanderweg entlang der Unteren Steinach führt zur Steinachklamm und nach Waffenhammer.

## Geschichte
Gegen Ende des 18. Jahrhunderts bestand Neumühle aus einem Anwesen. Die Herrschaft Wildenstein hatte das Hochgericht sowie die Grundherrschaft über die Mahl- und Schneidmühle.
Mit dem Gemeindeedikt wurde Neumühle dem 1808 gebildeten Steuerdistrikt Schwand und der im selben Jahr gebildeten Ruralgemeinde Schwand zugewiesen. 1818 wurde Neumühle dem Steuerdistrikt Presseck und der neu gebildeten Ruralgemeinde Wildenstein überwiesen. Am 1. Januar 1974 wurde Neumühle im Rahmen der Gebietsreform in Bayern in die Gemeinde Presseck eingegliedert.

### Ehemaliges Kunstdenkmal
- Haus Nr. 1: Wohnhaus mit stillgelegter Mahlmühle, zweigeschossiges, verputzt massives Halbwalmdachhaus. Das Obergeschoss und das Dach wurden um 1935 erneuert; im Erdgeschoss befinden sich ältere Sandsteinrahmungen, an den Fenstern profiliert und geohrt, an der Haustür mit querrechteckigem Oberlicht; der Scheitelstein am Türsturz ist mit „JD 1756“ bezeichnet, darunter befindet sich ein Mühlrad, der Scheitelstein des Oberlichtes trägt einen Haussegen.[8] Das Haus listete Karl-Ludwig Lippert in dem Buch Landkreis Stadtsteinach von 1964 mit seiner ursprünglichen Hausnummer als Kunstdenkmal auf. Es ist in der Denkmalschutzliste nicht aufgeführt, da es entweder nicht aufgenommen, abgebrochen oder stark verändert wurde.

### Einwohnerentwicklung
| Jahr      | 001818 | 001819 | 001861 | 001871 | 001885 | 001900 | 001925 | 001950 | 001961 | 001970 | 001987 |
| Einwohner |        | 15     | 14     | 26     | 15     | 20     | 16     | 32     | 6      | 4      | 4      |
| Häuser    | 2      |        |        |        | 2      | 2      | 2      | 2      | 2      |        | 1      |
| Quelle    | [ 6 ]  | [ 10 ] | [ 11 ] | [ 12 ] | [ 13 ] | [ 14 ] | [ 15 ] | [ 16 ] | [ 17 ] | [ 18 ] | [ 1 ]  |

## Religion
Neumühle ist seit der Reformation evangelisch-lutherisch geprägt und nach Heilige Dreifaltigkeit (Presseck) gepfarrt.